# Godfrey Kneller
Ngài Godfrey Kneller, Nam tước thứ nhất (sinh ra là Gottfried Kniller; 8 tháng 8 năm 1646 - 19 tháng 10 năm 1723), là họa sĩ vẽ chân dung hàng đầu ở Anh trong cuối thế kỷ 17 và đầu thế kỷ 18, và là họa sĩ tòa án của các vị vua Anh và Anh từ Charles II đến George I. Các tác phẩm chính của ông bao gồm The Chinese Convert (1687; Royal Collection, London); một loạt bốn bức chân dung của Isaac Newton được vẽ tại các đoạn khác nhau của cuộc đời sau này; một loạt mười vị vua trị vì châu Âu, bao gồm vua Louis XIV của Pháp; hơn 40 "chân dung kit-cat" của các thành viên Câu lạc bộ Kit-Cat; và mười "người đẹp" của triều đình William III, để phù hợp với một loạt mười tình nhân tương tự của Charles II được vẽ bởi người tiền nhiệm của Kneller là họa sĩ của tòa án, Ngài Peter Lely.

## Tiểu sử
Kneller được sinh ra Gottfried Kniller tại Thành phố Tự do L Cantereck, con trai của Zacharias Kniller, một họa sĩ vẽ chân dung. Kneller học ở Leiden, nhưng đã trở thành học trò của Ferdinand Bol và Rembrandt Harmenszoon van Rijn ở Amsterdam. Sau đó, ông cùng với anh trai John Zacharias Kneller, một họa sĩ trang trí, đến Rome và Venice vào đầu những năm 1670, vẽ các chủ đề lịch sử và chân dung trong xưởng vẽ của Carlo Maratti, và sau đó chuyển đến Hamburg.